# Dokumentacja użytkownika
Dokumentacja użytkownika – jeden z rodzajów dokumentacji nieaktowej. Występuje w postaci plików pomocy: opisów oraz rysunków służących obsłudze, pomocy oraz konfiguracji konkretnej aplikacji bądź systemu operacyjnego. Zawiera także ich ogólny opis. Jest głównie przechowywana w dokumentacji danego oprogramowania. Dokumentacja użytkownika jest najczęściej sporządzana w języku angielskim.
Dokumentacja użytkownika wchodzi w skład jednego z dwóch typów dokumentacji programu.